# Приморське (Ульяновська область)
Приморське (рос. Приморское) — село в Мелекеському районі Ульяновської області Російської Федерації.
Населення становить 349 осіб. Входить до складу муніципального утворення Леб'яжинське сільське поселення.

## Історія
Від 2004 року входить до складу муніципального утворення Леб'яжинське сільське поселення.

## Населення
| 2010 |
| ---- |
| 349  |